# Palpita trifurcata
Palpita trifurcata là một loài bướm đêm thuộc họ Crambidae. Loài này được Eugene G. Munroe mô tả năm 1959. Loài này có ở São Paulo, Brasil.